# Lim
El Lim és un riu que travessa Montenegro, Sèrbia, Bòsnia i Hercegovina i Albània. Té una llargària de 219 km i és un afluent del Drina, que alhora és afluent del Danubi.